# 鶴﨑輝一
鶴﨑 輝一（つるさき こういち、9月9日 - ）は、日本のソングライター、編曲家。福岡県出身。POPHOLIC所属。

## 概要
高校時代に宅録に興味を持ったところから作曲編曲を始め、音楽の専門学校在学中からキャリアをスタート。ポップス感満載のキャッチーなメロディとサウンドで、シンガーソングライターから声優アーティストまで様々な音楽制作に携わる。
2022年4月1日より、POPHOLIC所属。

## 提供作品
IDOL舞SHOW
- 「アコガレOver」（作詞・作曲・編曲）
- 「いちにっさんシーサイドストーリー」（作詞・作曲・編曲）

i☆Ris
- 「Dream Travelers」（作詞・作曲・編曲）

AMPTAKxCOLORS
- 「アラブルラブ」（作詞・作曲・編曲）
- 「君色クリスマス」（作詞・作曲・編曲）
- 「恋うらら」（作詞・作曲・編曲）
- 「クリぼっちキャンセル界隈！」（作詞・作曲・編曲）

井口裕香
- 「Sheer Shimmer Summer」（作曲・編曲）

植田圭輔
- 「僕らのカーテンコール」（作曲・編曲）
- 「gene」（作曲・編曲）

上野優華
- 「会いたくない、会いたい」（作曲・編曲）
- 「好きが残った」（作曲・編曲）
- 「ジャスミン」（編曲）
- 「そうゆうとこ」（編曲）

内田彩
- 「Preview」（作詞・作曲・編曲）
- 「運命じゃなかった」（編曲[2]）

内田雄馬
- 「Go Roly!」（作詞・作曲・編曲）

AKB48
- 「泣ける場所」（DIVA）（作曲）

HKT48
- 「さくらんぼを結べるか?」（作曲・編曲）

STU48
- 「夢力」（CGB41）（作曲・編曲）

欅坂46
- 「ヒールの高さ」（作曲・編曲）

えのぐ
- 「ギザギザコミュニケーション」（作詞・作曲・編曲）
- 「Magic」（作詞・作曲・編曲）
- 「one and only」（作詞・作曲・編曲）
- 「LIVE IV LIFE」（作曲・編曲）

大西亜玖璃
- 「本日は晴天なり」（作詞・作曲・編曲）
- 「初恋カラーズ」（作詞・作曲・編曲）
- 「結んで、ひらいて」（作詞・作曲・編曲）
- 「Do you agree?」（作詞・作曲・編曲）
- 「夢で逢えなくても」（編曲）
- 「アウフタクト」（作詞・作曲・編曲）
- 「イニミニマニモ」（作詞・編曲）

小倉唯
- 「ハピネス*センセーション」（作曲・編曲）
- 「Prism Beat」（作曲・編曲）
- 「Wish」（作詞・作曲・編曲）
- 「アステリア」（作詞・編曲）
- 「スターチス」（作詞・作曲・編曲[3]）

鬼頭明里
- 「INNOCENT」（作詞・作曲・編曲）
- 「みちくさ」（作詞・作曲・編曲）

工藤えみ
- 「someday」（作詞・作曲・編曲）
- 「好きだよ〜いつかキミに伝えたいこと〜」（編曲）

高野麻里佳
- 「夢みたい、でも夢じゃない」（作詞・作曲・編曲）
- 「ひとつ」（作詞）

CODE-V
- 「夏のまぼろし」（作詞・作曲）

ザ・コインロッカーズ
- 「ボボーイミーツガール」（作詞・作曲・編曲）
- 「NoNoNo」（作詞・作曲・編曲）
- 「話したい」（編曲）
- 「ピース」（編曲）

近藤玲奈
- 「LemonAid LOVE」（作詞・作曲・編曲）

相良茉優
- 「I'm good」（作詞）
- 「エソラシング」（作曲・編曲）
- 「キミがスキ」（作曲・編曲）
- 「Sing so free」（作詞・作曲・編曲）
- 「Smile my style」（作詞）
- 「全然大丈夫」（作詞・作曲・編曲）
- 「星空ワンダー」（作詞・作曲・編曲）
- 「むくわれないや」（作詞・作曲・編曲）

saji
- 「Apricot」（編曲）
- 「After the rain」（編曲）

佐藤まりあ
- 「Decade」（編曲）

さとみ×岡本信彦
- 「Starlight Moonlight」（作詞・作曲・編曲）

さとみ×莉犬
- 「ハルトレイン」（作詞・作曲・編曲）[4]

ジェル×遠井さんと仲間たち
- 「遠い未来まで恋をして」（作詞・作曲・編曲）

諏訪ななか
- 「溶けるみたい」（作詞・作曲・編曲）
- 「揺れていたい」（作詞）
- 「ふれてみたい」（作詞・作曲・編曲）
- 「あたしびより」（作詞・作曲・編曲）

セラフ・ダズルガーデン
- 「Will be」（作詞・作曲・編曲）

タイトル未定
- 「栞」（編曲）
- 「風花」（編曲）

髙橋ミナミ
- 「Endless」（作詞・作曲・編曲）

田村芽実
- 「1, 2, 3 Go!!」（編曲）
- 「カガミよカガミ」（編曲）
- 「いちじく」（作曲・編曲）

たんこぶちん
- 「そんなに遠くない未来に」（作詞・作曲）
- 「二度めの夏、二度と会えない君」（編曲）

CHiCO
- 「真夜中エスケープ」（作曲・編曲[5]）

超ときめき♡宣伝部
- 「恋のジャッカル」（作詞・作曲・編曲）
- 「さくら燦々」（編曲）
- 「なんでもいいから」（作詞・作曲）

TFG
- 「彼方のリナリア」（作曲・編曲）

寺嶋由芙
- 「いやはやふぃ〜りんぐ」（作曲・編曲）

てるとくん×まひとくん。(KnightA-騎士A-)
- 「恋愛戦争」（作曲・編曲）

TRD
- 「with us」（作詞・作曲）

ななみ
- 「愛してる」（編曲）

富田美憂
- 「かりそめ」（作詞）

永塚拓馬
- 「Tears Jewel」（作詞・作曲・編曲）
- 「終電間際、未だ返事はない」（作詞）

petit milady
- 「ツナグ」（作詞・作曲・編曲）

ましのみ
- 「あなたを掃除する日曜日」（編曲）
- 「ぼたん」（編曲）
- 「チャイニーズ再履修」（編曲）

マジカル・パンチライン
- 「今日がまだ蒼くても」（編曲）
- 「ハルイロ」（編曲）
- 「名もなきヒーロー」(編曲)
- 「ひとかけら」（作詞・作曲・編曲）
- 「キラッとサマラブ」（作詞・作曲・編曲）

まっきーとけんた
- 「ゆびきりとおまじない」（作曲・編曲）

ミサンガ
- 「ありがとう」（編曲）

motorpool
- 「愛が見えないものだとしても」（編曲）

山崎あおい
- 「Before→After」（編曲）
- 「かぎのうた」（編曲）
- 「サイレン」（編曲）
- 「Lovely Mart」（編曲）
- 「さくら、さくら」（編曲）
- 「Highway」（編曲）
- 「もしも美少女だったなら」（編曲）
- 「缶コーヒー」（編曲）
- 「夜の散歩」（編曲）
- 「あなただけが」（編曲）
- 「Hey!」（編曲）
- 「バイバイ」（編曲）
- 「遠距離トレイン」（編曲）
- 「ナニモシラナイ」（編曲）
- 「アイソレイト」（編曲）
- 「鯖鯖」（編曲）
- 「0214」（編曲）
- 「ivy」（編曲）
- 「さよならセンチメント」（編曲）
- 「propose」（編曲）
- 「ムナシイ人生」（編曲）
- 「好きだけが消えない」（編曲）
- 「ほろよいのせい」（編曲）
- 「まっさら」（編曲）
- 「Prima」（編曲）
- 「サボタージュ」（編曲）
- 「花咲くを待つ」（編曲）
- 「I'm yours」（編曲）
- 「一緒にいるから好き、たぶん」（編曲）
- 「離れないの」（編曲）
- 「Mr.Birthday」（編曲）

夜道雪
- 「どうする？」(作詞・作曲・編曲)

ROF-MAO
- 「フルカウント」（作詞・作曲・編曲）

和気あず未
- 「恋じゃないならなんなんだ」（作詞・作曲・編曲）
- 「恋煩い」（作詞・作曲・編曲）
- 「記憶に恋をした」（作詞・作曲・編曲）
- 「アイリスの夜」（作詞）
- 「帰り道が見えない」（編曲）

和田雅成
- 「Now Loading」（作詞・作曲・編曲）
- 「fragile」（作詞・作曲・編曲）
- 「Fly Higher」（作詞・作曲・編曲）

### テレビ・アニメ関係
甘神さんちの縁結び
- 「夜空に引いた線」（作詞・作曲・編曲）

イジらないで、長瀞さん
- 「After School Easy GO!」（作詞・作曲・編曲）

SHY
- 「One Day A Boy」（作詞・作曲・編曲）

天才てれびくんMAX
- 「スピードスター」（作曲・編曲）
- 「太陽と流星群」（編曲）
- 「さあーいこー」（編曲）
- 「きっと、大丈夫」（編曲）

リルリルフェアリル
- 劇伴
- 「夢のとびら〜届けリルリルフェアリル〜」（作詞・作曲・編曲）
- 「再生の歌」（作曲・編曲）

シャドウバースF
- 「マイターン」（作詞・作曲・編曲）

### ゲーム関係
アイドルマスター シンデレラガールズ
- 「サマーサイダー」（作詞・作曲・編曲）
- 「アタシガルール」（作詞・作曲・編曲）
- 「この恋の解を答えなさい」（作詞・作曲・編曲）
- 「We wish your smile」（作詞・作曲・編曲）

アイドルマスター SideM
- 「カラフル・シンメトリー」（作曲・編曲）
- 「惑星が瞬いた夜に」（作曲・編曲）
- 「君と咲いた未来へ」（作曲・編曲）

ウマ娘 プリティーダービー
- 「忘却にて」（作曲・編曲）

A3！
- 「Very Merry Smiley」（作詞・作曲・編曲）

ラブライブ！蓮ノ空女学院スクールアイドルクラブ
- 「アオクハルカ」（作曲・編曲）

Re:ステージ！
- 「Bridge to Dream」（編曲）

### その他
- 伊藤忠「CREVIA」映像用音楽
- 中島潔「今を生きる —そして伝えたいこと」映像作品用音楽
- 横浜ランドマークタワープロジェクションマッピング「ピカチュウと踊る探検家」音楽
- pasco「もちっとロール」オリジナルキャラクター「もっちりす」WebCM音楽
- ヤマハ「Revストレッチ」音楽